# Nakatomi (Klan)
Die Nakatomi (japanisch 中臣氏, Nakatomi-uji) waren eine alte Familie, die sich von Ame no Koyane no mikoto (天児屋命), einem treuen Diener der Sonnengöttin Amaterasu, ableitete. Von ihnen stammten die Fujiwara ab.
Die Nakatomi waren am Kaiserhof für die religiösen Riten verantwortlich, u. a. dem halbjährlichen großen Reinigungsritual Nakatomi no harae (中臣祓). Ihr Name der in etwa „Hofbeamter/-adliger der Mitte“ bedeutet, soll sich dabei darauf beziehen, dass der Klan zwischen Mensch und Kami (Göttern) vermittelte. 684 erhielt die Familie den zweithöchsten Rang asomi. Die Nakatomi hielten den Posten des Präsidenten oder stellvertretenden Präsidenten des Jingikan (Götteramt) inne, wobei letzterer zu Anfang der Heian-Zeit (d. h. Ende 8./Anfang des 9. Jahrhunderts) auch in Personalunion Oberhaupt des Ise-Schreins war. Zu dieser Zeit nannte sich ein Großteil der Familie Ōnakatomi (大中臣氏, „Groß-Nakatomi“).
Während der Heian-Zeit verloren sie an die ihnen ursprünglich dienenden Urabe an Einfluss. Ein anderer Rivale war der Inbe-Klan der ebenfalls für religiöse Dienste am Hof verantwortlich war, aber während der Heian-Zeit von den Nakatomi verdrängt wurde, was Inbe no Hironari dazu veranlasste das Geschichtswerk Kogo Shūi zu verfassen, das den Konflikt beider Klans beschreibt.

## Genealogie
- Kamako (鎌子) war Minister unter Kaiser Kimmei und ein großer Gegner des Buddhismus, als dieser um 552 nach Japan kam. So war er auch ein Gegner der Soga, die die neue Religion befürworteten.
- Katsumi (勝海; † 587), Kamakos Sohn, verbündete sich mit Monobe no Moriya (物部 守屋; † 587), um die Einführung des Buddhismus zu verhindern. Nach dem Tode Kaiser Yōmeis gab es Streit um dessen Nachfolge. Die Soga triumphierten in der Schlacht am Berg Shigisan (信貴山) in der Provinz Yamato, wobei Katsumi und Moriya getötet wurden.
- Tokiwa no ōmuraji (常磐大連), Sohn von Kuroda (黒田) und möglicherweise Enkel von Kamako, erhielt nach dem Shinsen Shizoku Honkeichō aus dem Jahr 906 von Kimmei den Standestitel (kabane) Nakatomi, wodurch er den Familiennamen begründete. Seine Enkel Nukateko (糠手子), Kuniko (国子) und Mikeko (御食子) begründeten die drei Hauptlinien (門, mon) der Nakatomi.[2]
- Kamatari (鎌足; 614–669), Mikekos Sohn, gelang es im Jahr 645, die Soga auszulöschen.[A 1] Kurz vor seinem Tode erhielt er vom Kaiser Tenchi die Familiennamen Fujiwara für sich und seine Nachkommen.
- Omimaro (意美麻呂; † 711) war ein Kunikos Enkel. Obwohl er den Namen Fujiwara übernommen hatte, legte Kaiser Mommu 698 fest, dass nur der direkten Linie Kamataris weiterhin erlaubt werde sich Fujiwara zu nennen, wodurch er wieder den Familiennamen Nakatomi annahm.[3] Er wurde zum Oberhaupt der Ise-Schreine ernannt und war damit zuständig für alle Angelegenheiten, die den Shintō betrafen. Sein Sohn Kiyomaro begründete die Familie Ōnakatomi.[2]